# Acrolophus fuscisignatus
Acrolophus fuscisignatus är en fjärilsart som beskrevs av Davis 1987. Acrolophus fuscisignatus ingår i släktet Acrolophus och familjen Acrolophidae. Inga underarter finns listade i Catalogue of Life.